# 고보리 마사카즈

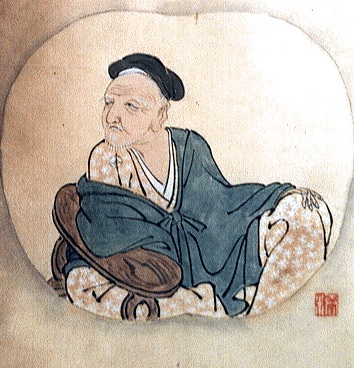
고보리 엔슈 마사카즈

고보리 마사카즈(일본어: 小堀政一, 1579년 ~ 1647년)는 아즈치모모야마 시대부터 에도 시대 전기까지의 다이묘, 다인, 건축가, 정원사, 서예가이다.
오미 고무로번 초대 번주를 지냈다. 고보리 엔슈류 다도의 시조로서 일반적으로 고보리 엔슈(小堀遠州 코보리 엔슈[*])라고 많이 불린다. 아명은 사쿠스케(作助). 개명 전의 이름은 마사카즈(正一).
아버지는 고보리 마사쓰구이다.

## 같이 보기
- 일본 정원
- 니조성

| 전임 고보리 마사쓰구 | 제2대 빗추 마쓰야마 대관 (고보리가) 1604년 ~ 1619년 | 후임 이케다 나가요시 |

|  | 제1대 오미 고무로번 번주 (고보리가) 1619년 ~ 1647년 | 후임 고보리 마사유키 |

| 전임 아리마 도요우지 | 후쿠치야마 대관 (후시미 봉행 관할) 1620년 ~ 1621년 | 후임 오카베 나가모리 |